# Theosbaena cambodjiana
Theosbaena cambodjiana är en kräftdjursart som beskrevs av Philippe Cals och Lisa Boutin 1985. Theosbaena cambodjiana ingår i släktet Theosbaena och familjen Halosbaenidae. Inga underarter finns listade i Catalogue of Life.